# Klavierkonzert

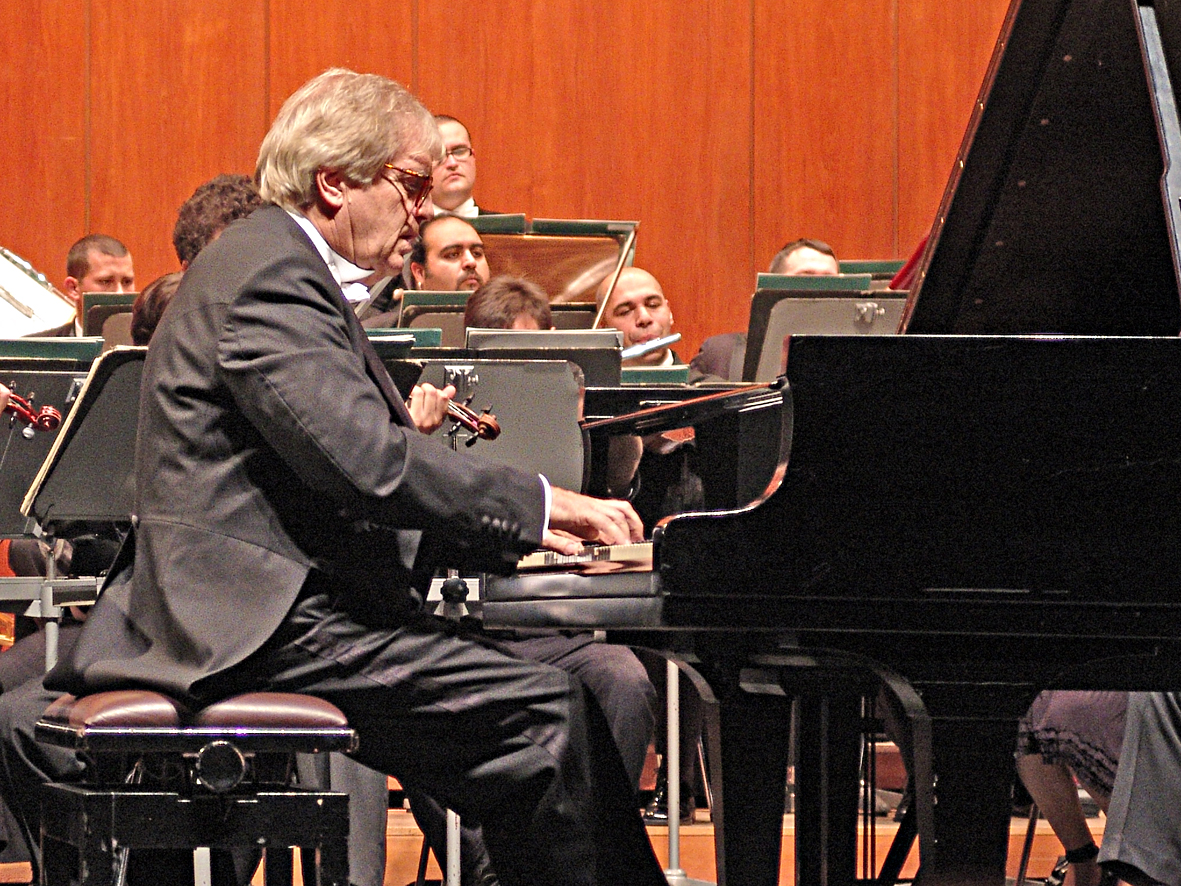
Der Pianist Justus Frantz spielt ein Klavierkonzert

Ein Klavierkonzert ist ein Instrumentalkonzert für Klavier oder (im Barock) Cembalo unter Mitwirkung (zum Beispiel Begleitung) eines Orchesters oder eines kleineren oder anderen Ensembles, dem das Instrument Klavier solistisch gegenübergestellt wird.

## Geschichte

### Barock
Johann Sebastian Bach löste spätestens 1721 in seinem Fünften Brandenburgischen Konzert das Cembalo aus seiner üblichen Generalbass-Rolle heraus und wies ihm umfangreiche solistische Passagen zu, vor allem erstmals eine ausladende Kadenz im ersten Satz. Bachs 1. Klavierkonzert sodann in d-Moll ist einerseits durch seine Länge, andererseits durch auskomponierte Solo-Kadenzen im ersten und dritten Satz geprägt. Bei der Entwicklung des Klavierkonzerts ging Bach den Weg über das bereits ausgebildete Violinkonzert. So sind seine Konzerte nach eigenen Vorlagen für Melodieinstrumente (Violine, Oboe) komponiert. Unter Bachs 18 erhaltenen Konzerten für Klavier bzw. Orgel sind noch weitere 13 Übertragungen eigener oder fremder Konzerte für Soloinstrument ohne Orchester. Sein Vorgehen hatte zwei Gründe: Erstens hatte das Cembalo, unter anderem wegen des eingeschränkten Klangvolumens damals noch nicht den Rang eines Universalinstruments und trat im Kontext mit anderen Instrumenten traditionsgemäß in der Rolle des Generalbassinstruments auf. Hier mussten die überkommenen Gewohnheiten erst durch konzertgemäße, der solistischen Klaviertechnik angepasste Formeln, Figuren und Traditionen ersetzt werden. Mit dem Aufkommen und der Weiterentwicklung des Hammerklaviers entstanden zahlreich Solokonzerte für dieses Instrument.
Als der solistische Einsatz eines Tasteninstruments im Ensemble übliche Praxis wurde, schrieben Komponisten wie etwa Georg Friedrich Händel, Bachs Söhne, Johann Adolph Hasse, die Brüder Graun, Christoph Schaffrath Tastenkonzerte, zum Beispiel Händel seine 1738 gedruckten Orgelkonzerte op. III. Diese Konzerte folgen der damaligen dreiteiligen Form. 
Heute werden solche barocken Tastenkonzerte auch auf dem modernen Klavier gespielt. 
Seit dem Barock ist das Klavierkonzert in allen folgenden Epochen bis zur Moderne anzutreffen. Formal passte es sich den gängigen musikalischen Formmodellen und tradierten Schemata an, wie z. B. das sogenannte Wiener Klassische Sonaten-Rondo im dritten Satz von Haydns Klavierkonzert D-Dur: Rondo alla Ungharese.

### Wiener Klassik
Mit der Erfindung der Hammerklaviermechanik Anfang 1709 wurde das Komponieren von Stücken für Klavier in zunehmendem Maße populär. Die Gestaltung der Werke richtete sich dabei nach der in den verschiedenen Epochen vorherrschenden musikalischen Form. Das Klavierkonzert der Wiener Klassik orientiert sich formal üblicherweise an der Sinfonie/Sonatenhauptsatzform. Haydn, Mozart und Beethoven haben derartige Konzerte geschrieben, die durch ein Wechselspiel von Orchester und Soloinstrument in Form eines Miteinander-Konzertierens (Dialog-Charakter) charakterisiert sind. Orchester und Pianist sind gleichberechtigte Partner.
Oft gibt es für den Solisten gegen Ende besonders des ersten Satzes die Möglichkeit, seine pianistischen Fähigkeiten unbegleitet zu zeigen (Kadenz). Üblicherweise ist das Solospiel thematisch an die im Kopfsatz vorgestellten Themen angebunden. Kadenzen wurden zu Beginn improvisiert oder selbst verfasst. Ab Beethoven wurde die Kadenz zunehmend von den Komponisten selbst genau ausnotiert. Im Konzertbetrieb haben sich oft Kadenzen berühmter Interpreten durchgesetzt.

#### Entwicklung
W. A. Mozart machte einerseits das Klavierkonzert zu einer der beliebtesten Gattungen seiner Zeit, andererseits wurde es neben der Oper und dem Singspiel zu seinen Lieblingsgattungen und war auch seine Haupteinnahmequelle. Vor allem in seinen frühen Jahren komponierte er sehr viele seiner 23 Solo-Konzerte, die er selbst in privaten Konzertsälen mit bürgerlichem Publikum aufführte und dirigierte. Ganz im Sinne der damals üblichen Praxis wurde bei Tuttistellen mit einer Hand die Basslinie mitgespielt, um gleichzeitig mit der anderen Hand das Orchester zu dirigieren. Mozart prägte den dialoghaften, dramaturgischen Gestus des Klavierkonzertes, in Anlehnung an die ebenfalls von ihm vorangetriebenen Opera buffa (Komische Oper). Dieses Prinzip wurde maßgeblich für überhaupt alle Instrumentalkonzerte. Einflüsse Mozarts waren außerdem Joseph Haydn, Antonio Salieri, Carl Philipp Emanuel Bach und Johann Christian Bach.
Mozart führte die noch relativ simpel gestalteten Klavierkonzerte Haydns zu einem Höhepunkt, in dem er mit größeren Formen und Besetzungen (neben Streichern, Hörnern und Holzbläsern auch Pauken und später Trompeten) experimentierte. Beethoven standardisierte diese erweiterte Besetzung und führte das Klassische Klavierkonzert zur Vollendung. Mit anwachsender Virtuosität und gewagteren Formen öffnete er die Tore zur Romantik. Besonders seine letzten Klavierkonzerte sind heute Standardwerke bei Finalrunden von internationalen Klavierwettbewerben. Bekannte Komponisten von Klavierkonzerten der Wiener Klassik sind Ludwig van Beethoven (5 Klavierkonzerte, Chorfantasie für Klavier, Chor und Orchester, Tripelkonzert für Klavier, Geige und Violoncello),
Wolfgang Amadeus Mozart (23 Solokonzerte, Doppelkonzert für zwei Klaviere, Konzertrondo), Joseph Haydn (11), Antonio Salieri (2 Klavierkonzerte), Muzio Clementi (1), Ignaz Moscheles (8), Friedrich Kuhlau (1), Johann Nepomuk Hummel (8), Carl Czerny (5 Konzerte, 3 verschollene) und Franz Xaver Mozart (2).

#### Formaler Aufbau
Das Klavierkonzert der Wiener Klassik ist verwandt mit dem barocken Solokonzert und hat, ebenso wie dieses, drei Sätze mit der folgenden Abfolge:
- 1. Satz: Schnell (Allegro, Allegretto, Moderato…)

Sonatenhauptsatzform, wobei es beim Solokonzert seit Mozart anders als bei der Klaviersonate eine doppelte Exposition gibt: Zuerst stellt das Orchester die Themen vor (Tutti-Exposition), dann wiederholt der Solist die Themen in der Solo-Exposition, oft auch mit kleinen Variationen. Die Reprise wird im Klavierkonzert im Vergleich zur Sonate oft anders gestaltet als die Exposition, z. B. wird die Aufteilung von Orchester und Solist variiert, neu instrumentiert oder Teile eingeschoben oder ausgespart. Typisch ist außerdem die Solo-Kadenz (meist kurz vor der Schlussgruppe in der Reprise): Das Orchester endet auf dem Quartsextakkord der Grundtonart. Es folgt eine virtuose, oft improvisierte Solo-Passage, die mit einem charakteristischen Schlusstriller auf dem Dominantseptakkord in die Tutti-Coda überleitet.
- 2. Satz: Langsam (Andante, Adagio, Largo…)

Da-capo-Form (auch Liedform, A-B-A-Form oder Reprisenform genannt)
- 3. Satz: Schnell, tänzerisch, leicht und beschwingt (Allegro assai, Vivace, Presto…)

Rondoform (A – B – A – C – A – D – usw. –  Coda)

#### Orchesterbesetzung
Die typische Orchesterbesetzung in der Wiener Klassik setzt sich wie folgt zusammen:
- Streicher (1. Geigen, 2. Geigen, Viola, Cello, Kontrabass)
- Holzbläser (jeweils 1 oder 2 Flöten, Oboen, Klarinetten und Fagotte)
- Blechbläser (2 oder 4 Hörner, bei Beethoven und spätem Mozart auch Trompeten)
- Pauke (bei Beethoven und spätem Mozart)

### Romantik
Klavierkonzerte der Romantik weichen häufig von den festen Formen des klassischen Klavierkonzerts ab. Da das 19. Jahrhundert zahlreiche virtuose Pianisten hervorbrachte, die sich eine bessere Präsentation ihres Könnens wünschten, verschob sich der Schwerpunkt des Wechselspiels zwischen Orchester und Solisten zugunsten der Solisten. Im solistischen Part stellt das Orchester im Wesentlichen nur eine sich zurücknehmende Begleitung dar. Ein bezeichnendes Beispiel hierfür sind die Klavierkonzerte von Frédéric Chopin, die komplett auch ohne Orchester gespielt werden könnten, wenn der Pianist den in Klavierfassung transkribierten Orchesterpart übernimmt. Ganz anders dagegen bei Schumann, dessen Klavierkonzert a-Moll als Meisterwerk thematisch-melodischer Integration von Klavier und Orchester unter Verzicht bloßer virtuoser Zurschaustellung des Solisten gilt. Einen Höhepunkt des Ineinanderfließens und -übergebens des Themenspektrums erreicht die Romantik im 2. Klavierkonzert von Brahms. Schon die Länge des Werkes sowie der Satzaufbau mit 4 Sätzen ist neu in diesem Metier. Ganz anders als in seinem ersten Klavierkonzert demonstriert hier bereits der Beginn einem neuen Weg: Hörner stellen ein Thema vor, das vom Klavier nicht aufgegriffen wird; vielmehr stellt sich der Solist mit einer eigenen thematischen Wendung dar und behält diese Eigenständigkeit durch das ganze Werk. Klavier und Orchester sind in diesem Konzert des reifen Brahms ebenbürtig im formalen und musikalischen Anspruch. Den Höhepunkt der virtuosen Stilrichtung erreicht die mittlere Romantik im vielgespielten 1. Klavierkonzert von Tschaikowski, aber mehr noch die späte Romantik in den Klavierkonzerten von Rachmaninow. Dessen Konzerte Nr. 2 c-Moll und 3 d-Moll zählen zu den pianistischen Höhepunkten, zu den technisch schwierigsten Werken überhaupt und zu den weltweit meistgespielten Stücken dieses Genres in der heutigen Konzertwelt. Nicht zuletzt ist deren Erfolg der überragenden Entwicklung im Klavierbau zuzuschreiben, die seit der zweiten Hälfte des 19. Jahrhunderts mit dem Bau spezieller Konzertflügel ein mechanisch und klangtechnisch hochwertiges, neuartiges Fundament für den kompositorischen Klangansprüch an das Klavierkonzert mit großem Orchesterumfang anbot.

### 20. Jahrhundert
Aus der ersten Hälfte des 20. Jahrhunderts werden bevorzugt die Konzerte von Bartók, Gershwin, Prokofjew und Ravel in der heutigen Konzertpraxis gespielt. Das Klavierkonzert als eigenständige musikalische Form hatte sich bis in die Moderne erhalten, daneben waren aber auch andere Formen entstanden, die gleichermaßen das Konzertieren von Klavier und Orchester vorsehen, ohne Klavierkonzerte im eigentlichen Sinne zu sein. Beispielhaft hierfür sind Franz Liszts „Wanderer-Fantasie (nach Franz Schubert)“, César Francks „Sinfonische Variationen für Klavier und Orchester“ oder George Gershwins „Rhapsody in Blue“.

## Form
Das klassische Klavierkonzert besteht meistens aus drei Sätzen:
1. Ein schneller Satz in Sonatenhauptsatzform mit einer Kadenz (oft vom Solisten improvisiert).
2. Ein langsamer, ausdrucksvoller Satz
3. Ein schneller Finalsatz (meist Rondo)

Beispiele von Mozart und Beethoven folgen diesem Modell, aber viele weitere Konzerte weichen davon ab. Beethovens viertes Konzert beinhaltet eine Kadenz im letzten Satz, viele weitere Komponisten haben seit dem Neuigkeiten eingeführt. Liszt-Konzerte werden ohne Satzpausen in einem Stück gespielt, auch wenn die Unterteilung in Sätze klar erkennbar bleibt.